# Vouacapoua americana
Vouacapoua americana är en ärtväxtart som beskrevs av Jean Baptiste Christophe Fusée Aublet. Vouacapoua americana ingår i släktet Vouacapoua och familjen ärtväxter. IUCN kategoriserar arten globalt som akut hotad. Inga underarter finns listade i Catalogue of Life.

## Bildgalleri

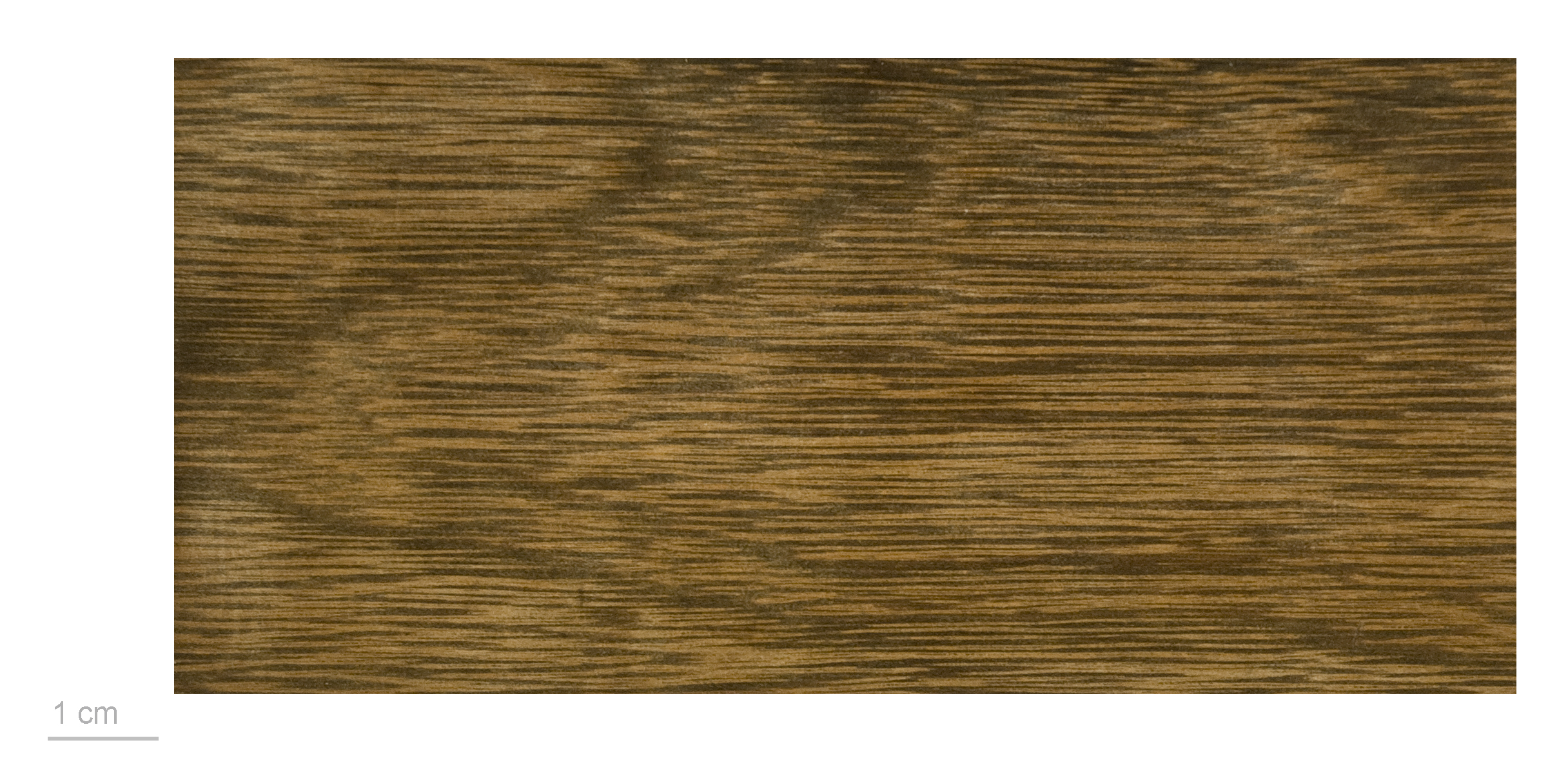